# Gustav Roch
Ne pas confondre avec l'homme politique français Gustave Roch.
Pour les articles homonymes, voir Roch.
Gustav Roch (9 décembre 1839 à Leipzig – 27 novembre 1866 à Venise) est un mathématicien allemand. Donnant une démonstration du théorème dit de Riemann-Roch, il a apporté une contribution importante à l'analyse et à la géométrie différentielle.

## Biographie
Gustav Roch est né de Gustav Adolf Roch, compagnon cuisinier (Königlicher Küchengehilfe) et de Caroline Auguste Büttner, femme de ménage.
Il a fait ses premières armes à Dresde puis à Neustadt. Son père l'encourageant à faire carrière dans la chimie, il est entré pour cela à l'Institut Polytechnique (Technische Bildungsanstalt).
Un de ses professeurs, Oscar Schlömilch, ayant fait ses études universitaires à Berlin, sous la férule de Dirichlet et de Jakob Steiner, s’aperçoit que Roch manifeste de vrais talents pour les mathématiques.
Sur ses conseils, Roch suit les cours d’un institut privé. Presque aussitôt, il écrit son premier article Umgestaltung Über eine der Ampere'schen Formeln.
Cet article a été publié en 1859 par Schlömilch dans son journal Zeitschrift für Mathematik und Physik.
Au printemps de 1859, la même année, Roch entre à l'université de Leipzig. Ses enseignants sont August Ferdinand Möbius, MW Drobisch et W Scheibner, et en physique Hermann Hankel. Il suit aussi des cours de philosophie, de botanique, de philologie et d'histoire.
Quatre autres articles, qui paraissent par l'entremise d'Oscar Schlömilch, datent de ces années-là :
- « Über Momente magnétique » (1859),
- « Magnetismus » (1859),
- « Zur Theorie der electrischen Strome » (1860),
- « Über Magnetismus » (1861),

Gustav Roch reçoit une bourse (Kregel-Sternbach) pour poursuivre ses études à Göttingen et à Berlin.
Le 13 avril 1861, Roch entre à l'université de Göttingen, et y suit les cours de Wilhelm Weber et de quelques conférenciers, dont Riemann.
À Berlin pendant un semestre, il prend contact avec Kronecker, Ernst Kummer, Karl Weierstrass...
En 1862, il obtient un Master d’art à l'université de Leipzig.
Le 28 mai 1863, il passe son doctorat Über die Darstellung von Functionen dreier Variablen durch Potentialausdrücke.
Le 13 octobre 1863, Roch présente sa thèse d'habilitation sur les fonctions abéliennes à l'université de Halle. 
Soutenu par Édouard Heine, il est nommé Privatdozent à Halle et, l'année suivante, il écrit son article le plus célèbre Über die Anzahl der willkürlichen Constanten in algebraischen Functionen publié en 1865 dans le journal de Crelle. Cet article contient le théorème connu sous le nom de théorème de Riemann-Roch.
Il publie également dans ce journal :
- en 1864 : « Über eine Transformation des Potentials »
- en 1866 : « Ueber die dritte Gattung der Abelschen Integrale erster Ordnung », « Ueber die Doppeltangenten an Curven vierter Ordnung » et « Ueber Theta-Functionen vielfacher Argumente »

D'autres articles de lui paraissent dans le journal de Schlömilch, Zeitschrift für Mathematik und Physik :
- en 1863 : « Über Functionen complexer Grössen »
- en 1865 : « Über Functionen complexer Grössen » et « Über die Ausdrücke elliptischer Integrale 2. und 3. Gattung durch Theta- Functionen »

Le théorème de Riemann-Roch relie le genre topologique d’une surface de Riemann aux propriétés algébriques de cette surface. Il a été ainsi nommé par Max Noether et Alexander von Brill dans un article qu'ils ont rédigé en 1874. Il a été étendu aux courbes algébriques, en 1929, puis dans les années 1950, à une version plus générale par Hirzebruch et enfin, entre deux variétés, par Grothendieck.
De 1863 à 1866 Roch donne nombre de cours à l’université de Halle, sur le calcul différentiel et intégral, la géométrie analytique, et sur les fonctions abéliennes ou elliptiques. Le 21 août 1866, grâce au soutien d'Edouard Heine, Roch est nommé professeur extraordinaire à l'université de Halle-Wittenberg. Puis soudain sa santé vacille. La tuberculose le terrasse comme elle a terrassé avant lui Niels Abel et Bernhard Riemann.
Le 13 octobre, il obtient un congé spécial. Dispensé de cours sur décision ministérielle, il se rend à Venise. Il y meurt le 27 novembre, à l'âge de 26 ans, à peine 4 mois après Riemann.

## Travaux
Le théorème de Riemann-Roch, originellement développé dans la théorie des fonctions d'une variable complexe, porte sur les surfaces de Riemann dans un contexte purement analytique. La démonstration fut mise en question par Weierstrass, qui trouva un contre-exemple 
dans un des outils de la démonstration de Riemann nommé le principe de Dirichlet. En 1882, Richard Dedekind et Heinrich Weber ont donné une preuve entièrement nouvelle, fondée sur la théorie des idéaux. Depuis ce temps, Hilbert a démontré rigoureusement le principe de Dirichlet pour une classe spécifique de fonctions, justifiant la preuve donnée par Riemann.